# Rijksjeugdleider
De Rijksjeugdleider (Duits: Reichsjugendführer) was de hoogste paramilitaire rang in de Hitlerjugend. Op 30 oktober 1931 benoemde Adolf Hitler Baldur von Schirach tot Rijksjeugdleider van de Nationaalsocialistische Duitse Arbeiderspartij. In 1933 na de nazi-overname van de macht, kwamen alle jeugdorganisaties in Duitsland onder de controle van Schirach. Op 17 juni 1933 werd Schirach tot Jugendführer des Deutschen Reiches  (vrije vertaling: Jeugdleider van het Duitse rijk) benoemd. Op 8 augustus 1940 werd Schirach tot gouwleider van Wenen benoemd, waarna hij door Artur Axmann als Rijksjeugdleider opgevolgd werd. Axmann had daarvoor tot 1 mei 1940 als plaatsvervanger van Schirach gediend.

## Rijksjeugdleiders
| Nr. | Afbeelding | Rijksjeugdleiders van de Hitlerjugend | Aangetreden     | Einde termijn   | Duur termijn      |
| --- | ---------- | ------------------------------------- | --------------- | --------------- | ----------------- |
| 1   |            | Baldur von Schirach (1907-1974)       | 30 oktober 1931 | 8 augustus 1940 | 8 jaar, 283 dagen |
| 2   |            | Artur Axmann (1913-1996)              | 8 augustus 1940 | 8 mei 1945      | 5 jaar, 7 dagen   |

## Na de oorlog
Na de onvoorwaardelijke overgave van nazi-Duitsland, werd de Hitlerjugend afgeschaft en onwettig verklaard. Dit was een onderdeel van de geallieerde autoriteiten om te denazificeren. Schirach en Axmann werden beide aan het einde van de Tweede Wereldoorlog tot oorlogsmisdadigers veroordeeld. In het bijzonder voor de rol die ze speelden bij het bederven van de geest van kinderen. Schirach werd tot 20 jaar gevangenisstraf veroordeeld. In mei 1949 werd Axmann tot 39 maanden gevangenisstraf veroordeeld. In 1958 legde een West-Berlijnse rechtbank Axman een boete op van 35.000 mark, ongeveer de helft van de waarde van zijn eigendommen in Berlijn. De rechtbank vond hem schuldig aan het indoctrineren van Duitse jongeren met het nationaalsocialisme tot het einde van de oorlog.